# فريحة
فريحة إحدى بلديات دائرة عزازقة التابعة لولاية تيزي وزو.

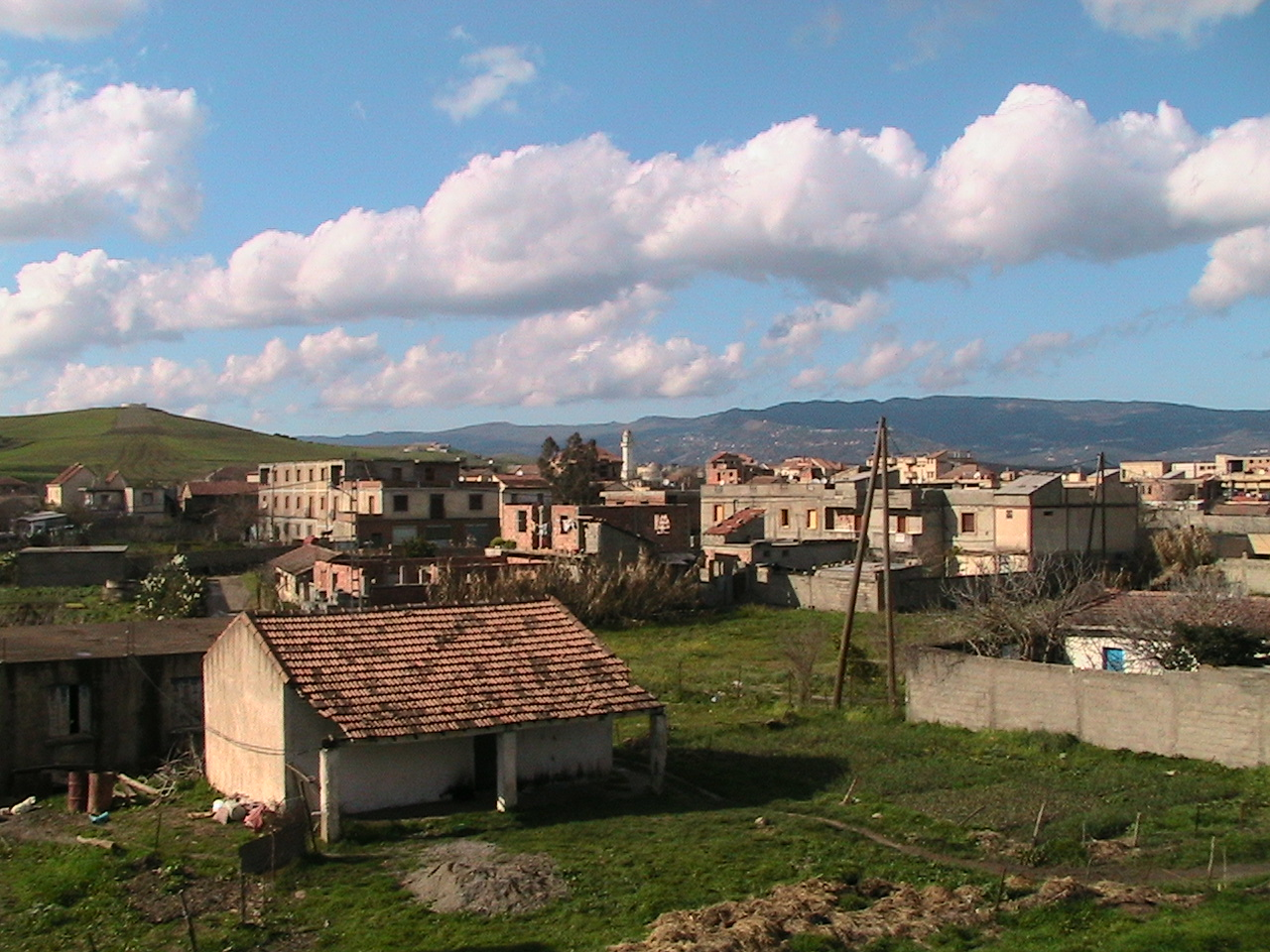
منظر لقرية كهرة ببلدية فريحة.

## مواضيع ذات صلة
- بلديات ولاية تيزي وزو
- دوائر ولاية تيزي وزو